# Persona Non Grata (álbum de UHF)

Ver: Todos os Álbuns de estúdio

Persona Non Grata é o terceiro álbum de estúdio da banda portuguesa de rock UHF. Editado em outubro de 1982, e é o primeiro registo do contrato com a Rádio Triunfo.
Deste álbum saíram os singles "Um Mau Rapaz" (1982), com o tema inédito no lado B "Amigos Até Logo", e "Voo Para a Venezuela" (1983) com "Dança de Canibais" no lado B.[carece de fontes?] As composições das músicas são da autoria de António Manuel Ribeiro com parceria, em alguns temas, com o guitarrista Renato Gomes.
No fim do segundo ano, os UHF romperam o contrato de cinco anos com a EMI–Valentim de Carvalho e continuaram a gravação do álbum na editora Rádio triunfo, numa transferência que cobriu as manchetes dos jornais na época, de que viriam a arrepender-se mais tarde. A canção "Um Mau Rapaz" reflete, a partir do título, o clima psicológico que envolvia a banda, a sinceridade traduzida em rima, consequência da pouca atenção que a EMI dava ao protagonismo conquistado pelos UHF. Trata-se do álbum mais ferozmente rock da banda, por motivos óbvios.
A edição da capa do disco provocou uma acentuada instabilidade no seio da banda. Na fotografia, António Manuel Ribeiro surge isolado na capa e os outros elementos na contra capa, alimentando a especulação de uma foto promocional para uma futura carreira a solo do vocalista.
Na digressão os UHF totalizaram oitenta e seis concertos, passando por França e Alemanha.

## Lista de faixas
O álbum de vinil (LP) é composto por nove faixas em versão padrão. Renato Gomes partilha a composição com António Manuel Ribeiro nos temas "Dança de Canibais" e "Quebra-me". Os restantes temas são da autoria de António Manuel Ribeiro.
| Lado A |                                  |                    |         |  |
| N.º    | Título                           | Compositor(es)     | Duração |  |
| 1.     | "Persona Non Grata"              | António M. Ribeiro | 3:12    |  |
| 2.     | "Agarra-me o Juízo (se puderes)" | António M. Ribeiro | 3:10    |  |
| 3.     | "Voo Para a Venezuela"           | António M. Ribeiro | 4:40    |  |
| 4.     | "Fim de Vida"                    | António M. Ribeiro | 5:25    |  |

| Lado B         |                     |                                   |         |  |
| N.º            | Título              | Compositor(es)                    | Duração |  |
| 1.             | "Chamem-me Narciso" | António M. Ribeiro                | 2:58    |  |
| 2.             | "Um Mau Rapaz"      | António M. Ribeiro                | 3:16    |  |
| 3.             | "Dança de Canibais" | António M. Ribeiro / Renato Gomes | 4:15    |  |
| 4.             | "Quebra-me"         | António M. Ribeiro / Renato Gomes | 4:12    |  |
| 5.             | "Corpo Eléctrico"   | António M. Ribeiro                | 3:41    |  |
| Duração total: | Duração total:      | Duração total:                    | 33:29   |  |

## Membros da banda
- António Manuel Ribeiro (vocal, guitarra e teclas) [1]
- Carlos Peres (baixo e vocal de apoio) [1]
- Renato Gomes (guitarra) [1]
- Zé Carvalho (bateria) [1]